# گوئن استیسی
گوئِندُولین مکسین «گوئن» استیسی (به انگلیسی: Gwendolyne Maxine Stacy) یک شخصیت تخیلی در کتاب‌های کمیک منتشر شده توسط مارول کامیکس است، که معمولاً به عنوان شخصیت مکمل و معشوقه در کنار مرد عنکبوتی حضور دارد. شخصیت گوئن استیسی توسط نویسنده استن لی و طراح استیو دیتکو خلق شده‌است؛ که برای اولین بار در شمارهٔ ۳۱ از مجموعه کمیک مرد عنکبوتی شگفت‌انگیز (دسامبر ۱۹۶۵) معرفی شد. او یک دانشجوی کالج بود، و علاقهٔ عاشقانه طولانی مدتی به پیتر پارکر داشت. او در نهایت توسط بزرگ ترین دشمن مرد عنکبوتی گرین گابلین (نورمن آزبورن) کشته شد. کشته شدن او تأثیر عمیقی بر مردعنکبوتی گذاشت. نویسندگان و طرفداران مرد عنکبوتی اغلب بر سر این موضوع بحث دارند که آیا عشق واقعی پیتر گوئن استیسی می‌باشد یا مری جین واتسون (دوست‌دختر و همسر آینده پیتر).
برایس دالاس هاوارد نقش شخصیت گوئن استیسی را در فیلم مرد عنکبوتی ۳ (۲۰۰۷) ایفا کرده‌است، همچنین اما استون در فیلم‌های ریبوت این مجموعه شامل مرد عنکبوتی شگفت‌انگیز (۲۰۱۲) و دنبالهٔ آن مرد عنکبوتی شگفت‌انگیز ۲ (۲۰۱۴) این نقش را بازی نموده‌است. هیلی استاینفلد نیز در فیلم سینمایی انیمیشنی مرد عنکبوتی: به درون دنیای عنکبوتی (۲۰۱۸) و مرد عنکبوتی : در میان دنیای عنکبوتی (۲۰۲۳)صداپیشه نسخه موازی این شخصیت بود.

## خاستگاه
اطلاعات زیادی از دوران جوانی گوئندولین استیسی در دسترس نیست. پدرش جرج استیسی، سروان اداره پلیس نیویورک سیتی بود و گوئن تا حد زیادی از او مراقبت می‌کرد. مادر گوئن زمانی که او بسیار جوان بود جانش را از دست داده بود. او در سنین نوجوانی برای تحصیل به یک دبیرستانی معمولی رفت. در دبیرستان گوئن به دلیل ظاهر زیبایش، تحت نام مستعار «ملکه زیبایی» شناخته می‌شد. اما او هرگز به خاطر این لقب به خود مغرور نشد و همیشه نمرات خوبی نیز دریافت می‌کرد و پس از فارغ‌التحصیلی از دبیرستان، وارد دانشگاه ایالتی امپایر (ESU) شد.